# Werner von Blomberg

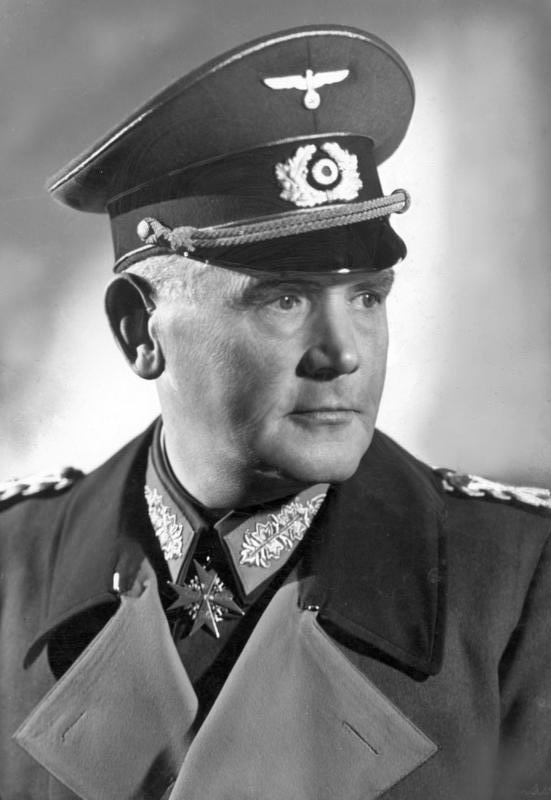
Generalfeldmarschall Werner von Blomberg (1937)

Werner Eduard Fritz von Blomberg (* 2. September 1878 in Stargard, Pommern; † 14. März 1946 in Nürnberg) war von 1933 bis 1938 Reichswehrminister (ab 1935 Reichskriegsminister) und ab 1936 der erste Generalfeldmarschall der Wehrmacht.

## Leben

### Kaiserreich und Erster Weltkrieg
Werner von Blomberg entstammte einer 1771 legitimierten Linie des deutsch-baltischen Adelsgeschlechts Blomberg, sein Urgroßvater Julius von Blomberg (1769–1841) war ein außerehelicher Sohn des preußischen Obersten Karl August von Blomberg (1726–1793). Er selbst war der Sohn des Oberstleutnants Emil von Blomberg und dessen Frau Emma, geborene Tschepe.
Nach dem Besuch der Preußischen Hauptkadettenanstalt in Groß-Lichterfelde begann er 1897 seine Militärkarriere als Leutnant im Füsilier-Regiment „General-Feldmarschall Prinz Albrecht von Preußen“ (Hannoversches) Nr. 73. Für den Generalstabsdienst als geeignet befunden, absolvierte Blomberg von 1907 bis 1910 die Kriegsakademie in Berlin und wurde anschließend in den Großen Generalstab versetzt. 1911 wurde er zum Hauptmann befördert.
Den Ersten Weltkrieg erlebte Blomberg von wenigen Truppenkommandos abgesehen ausschließlich im Stabsdienst und an der Westfront. Zunächst war er als Generalstabsoffizier Ia der 19. Reserve-Division eingesetzt, die unter anderem in der Schlacht an der Marne kämpfte. Am 22. März 1915 zum Major befördert, gehörte Blomberg zu den Planern der Angriffsoperationen der Division im Rahmen der Schlacht um Verdun. Auf Empfehlung von Friedrich Graf von der Schulenburg wurde Blomberg Erster Generalstabsoffizier bei der 7. Armee. Chef des Generalstabes war dort Walther Reinhardt, der Blomberg nachhaltig beeindruckte und beeinflusste. Für seine Leistungen wurde Blomberg am 3. Juni 1918 der Orden Pour le Mérite verliehen.

### Weimarer Republik
Nach dem Krieg war Blomberg von 1919 bis 1921 als Referent im Reichswehrministerium tätig. 1920 zum Oberstleutnant befördert, war er von 1921 bis 1924 Stabschef beim Wehrkreiskommando V in Stuttgart und wurde in dieser Funktion 1923 zum Oberst befördert. 1925 avancierte Blomberg zum Chef des Heeresausbildungswesens. 1927 übernahm er die Leitung des Truppenamtes, das in der Zeit der Weimarer Republik aufgrund des entsprechenden Verbotes des Versailler Vertrages die Tarnbezeichnung des Generalstabes war, und im folgenden Jahr wurde er zum Generalmajor ernannt. Nach einer Kontroverse über die deutschen Chancen eines Zweifrontenkrieges mit Frankreich und Polen, die das Reichswehrministerium anders als er, als aussichtslos beurteilte, wurde er von Kurt von Hammerstein-Equord abgelöst. 1929 bis 1933 war er Kommandeur der 1. Division, Befehlshaber des Wehrkreises I (Ostpreußen) und leitete 1932 die deutsche Militärdelegation bei der Genfer Abrüstungskonferenz. Er bereitete Deutschlands Austritt aus der Abrüstungskonferenz und dem Völkerbund vor und verließ damit die frühere Militärpolitik Groeners, der die deutsche Rüstungspolitik in das 1919 entstandene multilaterale Sicherheitssystem eingeordnet hatte. Blomberg befürwortete die einseitige, außenpolitisch nicht abgesicherte Aufrüstung Deutschlands.
1932 starb seine 1880 geborene Ehefrau Charlotte (geb. Hellmich), mit der er seit 1904 verheiratet war und fünf Kinder hatte.
Blomberg war an der deutsch-sowjetischen Rüstungszusammenarbeit sehr interessiert und beförderte die Projekte der Panzerschule Kama, in Tomka zur chemischen Kriegführung und die Fliegerschule Lipezk in besonderer Weise. Denn in der Zusammenarbeit zwischen der Roten Armee und der Reichswehr sah er vor allem Mitte der 1920er Jahre eine wichtige Bündnisnotwendigkeit. Praktisch steckte seine strategische Überlegung dahinter, auf diesem Weg die Ergebnisse des Ersten Weltkrieges wieder rückgängig machen zu können. Die Stärkung dieser militärischen Partnerschaft sah er in solchen gemeinsamen Projekten der Rüstungsentwicklung, des Baus und der Erprobung von Waffensystemen, aber auch der Ausbildung von deutschen Offizieren in der Sowjetunion die explizit den Bestimmungen des Versailler Vertrages widersprachen und laut Genfer Rüstungskonvention verboten waren, erfüllbar. Mehrere Reisen, darunter auch ein vierwöchiger Aufenthalt 1928, wo er sich auch in Lipezk aufhielt, führten ihn dann auch in die Sowjetunion.

### Zeit des Nationalsozialismus

#### Vorkriegszeit
Am 30. Januar 1933, wenige Stunden vor der Ernennung Hitlers zum Reichskanzler, ernannte Reichspräsident Paul von Hindenburg entgegen den Bestimmungen der Reichsverfassung, nach der Minister nur auf Vorschlag des Reichskanzlers ernannt werden konnten, Blomberg zum Reichswehrminister und beförderte ihn zum General der Infanterie. Bei dieser Entscheidung spielte eine erhebliche Rolle, dass sich in den politischen Auseinandersetzungen im Herbst 1932 deutlich gezeigt hatte wie sich die im „Stahlhelm Bund der Frontsoldaten“ vereinigten alten Kämpfer auf seine Person fokussiert hatten. Noch Anfang Januar 1933 war die Mehrheit der Bundesfunktionäre gegen eine Beteiligung an einem „Hitler-Kabinett“ aufgetreten. Deshalb sollte mit seiner Positionierung ein Schritt zur konservativen „Einrahmung“ und „Zähmung“ Hitlers beitragen sowie die Massen der Frontkämpfer mit dieser Geste beruhigt werden. Blomberg schloss sich jedoch vorerst äußerlich Hitler an, wurde ab 4. April ständiger Vertreter in allen Fragen der Reichsverteidigung und Ende April 1933 Oberbefehlshaber der Reichswehr, was öffentlich nicht bekanntgegeben wurde. Werner von Blomberg gehörte ferner 1933 zu den Gründungsmitgliedern der Akademie für Deutsches Recht, die bald einen Ausschuss für Wehrrecht gründete.
Blomberg galt als Militärfachmann alter Schule, der aber politische Kalküle nicht außer Acht ließ. Persönlich neigte er der Anthroposophie Rudolf Steiners zu. In konservativen Kreisen der Bevölkerung war Blomberg populär, einigen Offizieren der Reichswehr galt er jedoch als allzu willfährig gegenüber Hitler, den er seit 1931 persönlich kannte. Die Reichswehrführung unter Blomberg ignorierte die Demontage der rechtsstaatlichen Ordnung durch das NS-Regime. Zweifel an Inhalten, Formen und Methoden der Aufrüstung der Wehrmacht wurden zurückgestellt. Blomberg öffnete das Militär politisch-ideologisch dem Nationalsozialismus durch kleine aber symbolisch bedeutsame Schritte wie das Anbringen von „NS-Hoheitszeichen“ (Wehrmachtsadler) an den Uniformen, die Einführung des Führereides oder des Arierparagraphen in die Reichswehr. Nach den Ausbildungsrichtlinien waren die Soldaten auf der Grundlage nationalsozialistischen Gedankengutes zu erziehen. Dieser Kurs führte in der langfristigen Perspektive zur Assimilierung des Militärs durch den Nationalsozialismus.

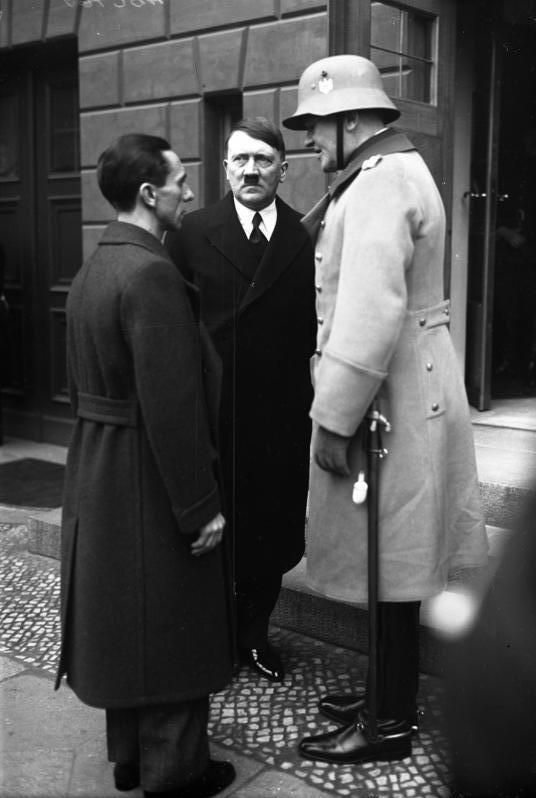
Joseph Goebbels, Adolf Hitler und Werner von Blomberg vor dem Staatsakt zum Heldengedenktag 1934 in der Berliner Staatsoper Unter den Linden

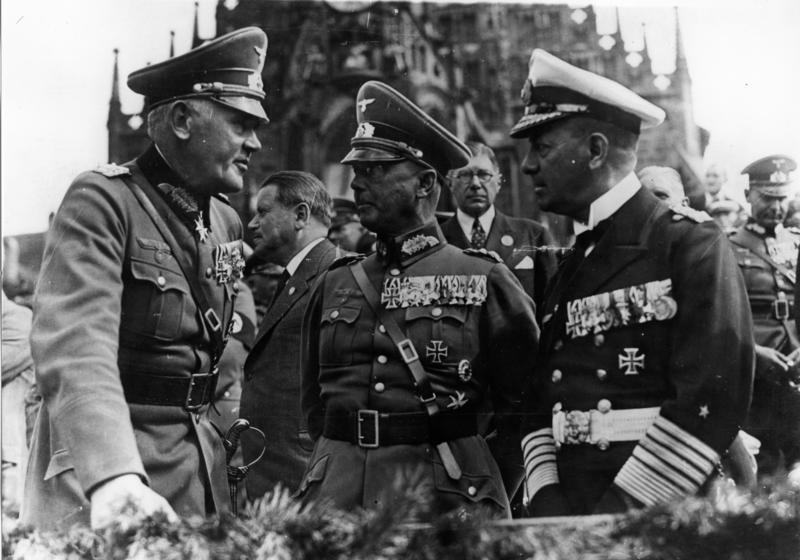
Werner von Blomberg (links) mit Werner von Fritsch (Mitte) und Erich Raeder (rechts) im Jahre 1936

Während des so genannten Röhm-Putsches im Juni und Juli 1934 verhielt sich Blomberg trotz der Ermordung der ehemaligen Generäle der Reichswehr (Kurt von Schleicher und Ferdinand von Bredow) passiv. Auf der anderen Seite ist bekannt, dass Blomberg sich 1935 wie seine Kabinettskollegen Gürtner, Neurath und Frick für die von der Gestapo festgehaltenen Rechtsanwälte einsetzte, die die Witwe des im Zuge der politischen Säuberungswelle beim „Röhm-Putsch“ ermordeten katholischen Politikers Erich Klausener vertraten. Proteste innerhalb des Offizierskorps gegen die Entfernung jüdischer Kameraden wurden von Blomberg unterdrückt. In einem Artikel im Völkischen Beobachter vom 29. Juni 1934 sicherte er Hitler die Loyalität des Heeres zu.

##### Vereidigung der Reichswehr auf Hitler
Nach dem Tod Hindenburgs am 2. August 1934 veranlasste Blomberg in Absprache mit Walter von Reichenau die Vereidigung der Reichswehrsoldaten auf Hitler („Führereid“). 1935 übertrug ihm Hitler den Oberbefehl über die gesamte Wehrmacht (Heer und Kriegsmarine sowie ab 1936 über die neu aufgestellte Luftwaffe) und ernannte ihn 1936 – als ersten Soldaten der Wehrmacht – zum Generalfeldmarschall. Am 30. Januar 1937 erhielt Blomberg das Goldene Parteiabzeichen der NSDAP und wurde mit diesem Datum in die NSDAP (Mitgliedsnummer 3.805.226) aufgenommen.

##### Hoßbach-Protokoll
Am 5. November 1937 nahm Blomberg an einer Konferenz Hitlers mit den Oberbefehlshabern der drei Wehrmachtteile Werner von Fritsch (Heer), Erich Raeder (Kriegsmarine) und Hermann Göring (Luftwaffe) sowie dem Reichsaußenminister Konstantin Freiherr von Neurath teil. Thema des in der „Hoßbach-Niederschrift“ festgehaltenen Gesprächs waren Hitlers Pläne für einen Angriffskrieg gegen Deutschlands Nachbarstaaten. Blomberg und Fritsch bezweifelten, dass die Wehrmacht einen europäischen Krieg erfolgreich ausfechten könnte – die Konferenz endete im Dissens.

##### Blomberg-Fritsch-Krise
Ende 1937 wandte sich Blomberg an Göring mit der Bitte, ihn bezüglich seiner geplanten zweiten Eheschließung mit Luise Margarethe Gruhn (* 22. Januar 1913 in Neukölln; † 18. März 1978 in Berlin) zu beraten, da erst jüngst verschärfte Heiratsvorschriften für Angehörige der Wehrmacht dies grundsätzlich untersagten. Göring bestärkte ihn dennoch in seinem Entschluss, sorgte für die Entfernung eines Nebenbuhlers, dem eine Stelle im Ausland angeboten wurde, und fungierte gemeinsam mit Hitler am 12. Januar 1938 als Trauzeuge. Wenige Tage später jedoch konfrontierte Göring ihn mit einem Polizeidossier über seine Frau, die einmal wegen Diebstahlverdachts in Haft gewesen sowie als Modell für Sexfotos aktenkundig geworden war. Göring forderte ihn auf, seine Ehe annullieren zu lassen oder unverzüglich zurückzutreten. Blomberg entschloss sich für den Rücktritt und schied am 27. Januar 1938, offiziell aus gesundheitlichen Gründen, aus dem Amt. Bei seinem Abschied erhielt er einen „goldenen Handschlag“ von 50.000 Reichsmark, was in etwa seinem doppelten bisherigen Jahresgrundgehalt entsprach. Bei seinem Abschiedsbesuch schlug er Adolf Hitler als neuen Oberbefehlshaber der Wehrmacht vor.
Am 3. Februar entfernte Hitler Generaloberst Fritsch, einen weiteren militärischen Kritiker, unter der konstruierten Anschuldigungen möglicher Homosexualität aus dem Amt. Fritsch wurde angeklagt, jedoch am 18. März 1938 wegen eindeutig erwiesener Unschuld rehabilitiert.
Hitler gliederte das bislang von Blomberg geleitete Kriegsministerium in das neue Oberkommando der Wehrmacht (OKW) ein und betraute den General der Artillerie Wilhelm Keitel mit dessen Führung. Er selbst übernahm am 4. Februar 1938 den Oberbefehl über die Wehrmacht. Zum Oberbefehlshaber des Heeres ernannte er den ihm willfährigen General Walther von Brauchitsch.

Unterschrift Werner von Blomberg

### Nachkriegszeit
Im Zweiten Weltkrieg blieb Blomberg ohne militärische Verwendung. Sein Sohn Axel, zuletzt im Dienstgrad Major, wurde am 12. Mai 1941 durch einen Eigenbeschuss durch Deutschlands irakische Verbündete getötet.
Die Alliierten verhafteten Blomberg 1945 unter dem Verdacht, Kriegsverbrechen begangen zu haben, und vernahmen ihn im Hauptkriegsverbrecherprozess in Nürnberg (1945–1946) als Zeugen für das Internationale Militärtribunal.
Blomberg starb am 14. März 1946 in Nürnberg in einem amerikanischen Militärlazarett an Darmkrebs. Sein Grab befindet sich auf dem Bergfriedhof von Bad Wiessee.
Blombergs zweite Ehefrau musste sich 1947 als „Nutznießerin des Nazismus“ vor der Spruchkammer in Miesbach verantworten. 1952 kehrte sie nach West-Berlin in den Bezirk Neukölln zurück, wo sie 1978 verstarb.

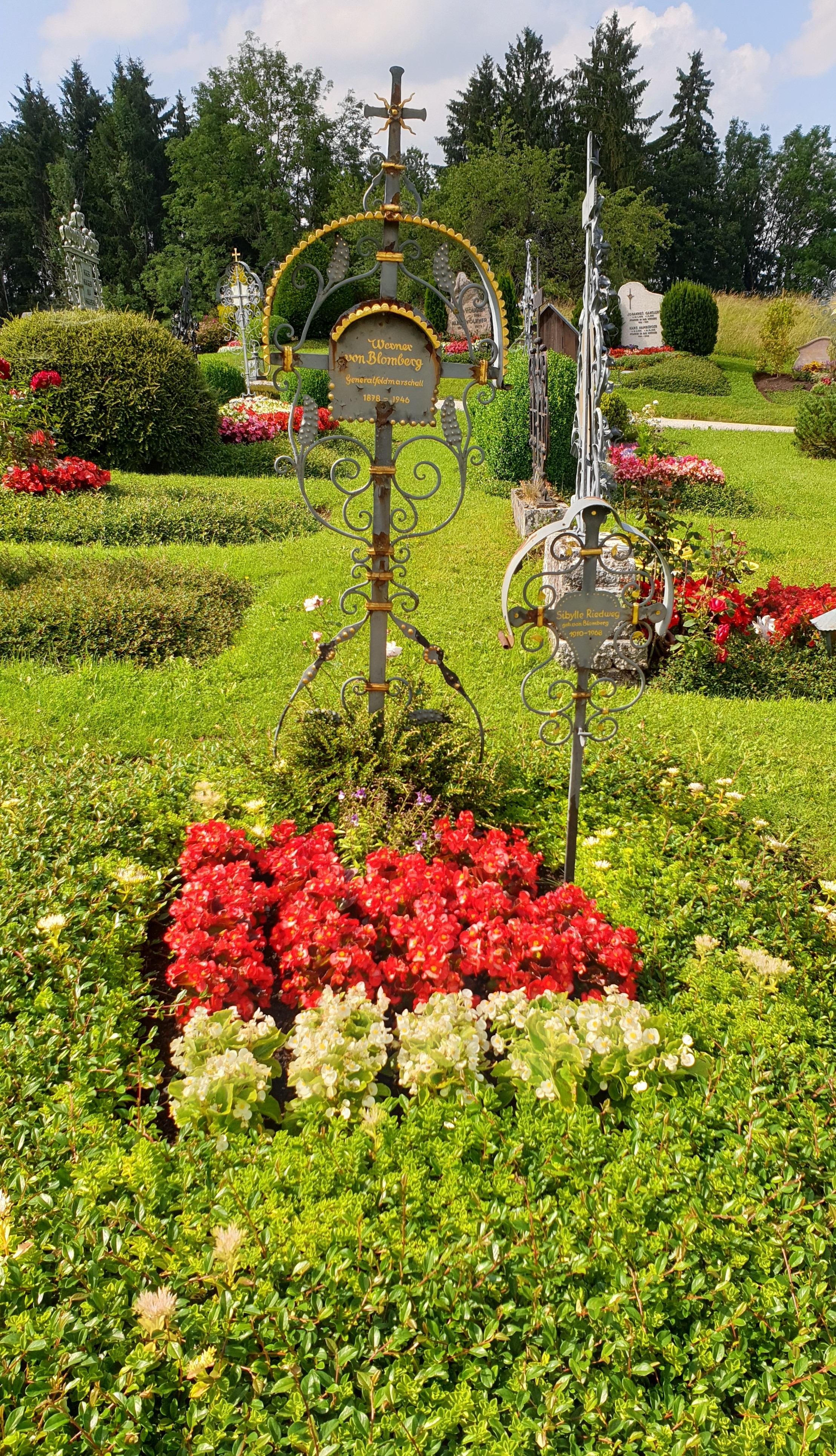
Grabstätte Werner von Blomberg

## Auszeichnungen (Auswahl)
- Eisernes Kreuz II. Klasse (14. September 1914)[21]
- Pour le Mérite (3. Juni 1918)[22]
- Goldenes Parteiabzeichen der NSDAP (30. Januar 1937)[23]

## Film
- Geheime Reichssache. Fernsehfilm in 2 Teilen. 1. Teil: Zwei aus dem Weg, 2. Teil: Bis zum letzten Mann. Regie: Michael Kehlmann, Deutschland, 1988. Erstausstrahlung am 10. Dezember 1988, Bayerisches Fernsehen. Die Rolle Blombergs wurde darin von Alexander Kerst verkörpert.